# فريدريك مورناو
فريدريك مورناو (بالألمانية: Friedrich Wilhelm Murnau) (1888 - 1931) مخرج ألماني. يعتبر واحدا من أهم المخرجين الألمان في عصر السينما الصامتة. تأثيره الإبداعي، وتصويره للدراما النفسية، ثم حركة الكاميرا الثورية وطريقة المونتاج التي قدمها مورناو، أعطت فن السينما الوليد إمكانيات جديدة. في عام 1922 أخرج فيلمه الأشهر «نوسفيراتو» المقتبس عن رواية دراكولا للكاتب برام ستوكر، الذي يعتبر من أوائل أفلام الرعب. هاجر إلى أمريكا في 1926، وفي هوليوود عمل لصالح استوديو فوكس. وهناك قدم أحد أهم الأفلام على الإطلاق شروق الشمس (1927)، الذي حصل على ثلاثة جوائز أوسكار في نسخته الأولى عام 1929. أخرج مورناو في مسيرته 21 فيلما، منها ثمانية مفقودة.

## روابط خارجية
- فريدريك مورناو على موقع IMDb (الإنجليزية)
- فريدريك مورناو على موقع الموسوعة البريطانية (الإنجليزية)
- فريدريك مورناو على موقع ألو سيني (الفرنسية)
- فريدريك مورناو على موقع تيرنر كلاسيك موفيز (الإنجليزية)
- فريدريك مورناو على موقع أول موفي (الإنجليزية)
- فريدريك مورناو على موقع قاعدة بيانات الأفلام السويدية (السويدية)
- فريدريك مورناو على موقع إن إن دي بي (الإنجليزية)
- فريدريك مورناو على موقع ديسكوغز (الإنجليزية)
- فريدريك مورناو على موقع قاعدة بيانات الفيلم (الإنجليزية)
- فريدريك مورناو على موقع كينوبويسك (الروسية)